# Lijst van afleveringen van Dragon Ball Kai
Dit is een lijst van afleveringen van Dragon Ball Kai.

## Saiyan-saga
| Nr. | Afleveringstitel (vertaling)                                                     | Uitzenddatum JP |
| --- | -------------------------------------------------------------------------------- | --------------- |
| 01  | Proloog tot gevecht! Son Goku keert terug!                                       | 5 april 2009    |
| 02  | De vijand is Goku's broer?! Het geheim van de machtige Saiyan-krijgers           | april 2009      |
| 03  | Een levensbelangrijk gevecht! Goku's en Piccolos wanhopige aanval                | april 2009      |
| 04  | Ren in het hiernamaals, Son Goku! De weg van de slang van een miljoen kilometer! | april 2009      |
| 05  | Overleven in de wildernis! De volle maan ontwaakt Gohan                          | mei 2009        |
| 06  | Eindelijk het einde bereikt! Koning Kaio's speelse beproeving                    | mei 2009        |
| 07  | Vecht met 10 maal zwaartekracht! Goku, jouw training is een race                 | mei 2009        |
| 08  | Kom tevoorschijn, Shenlong! De Saiyans arriveren eindelijk op aarde              | mei 2009        |
| 09  | Yamchas moeilijke strijd! De angstaanjagende Saibai-men                          | mei 2009        |
| 10  | Wacht, Chaozu! Ten Shin Hans screeuwende Kikoho                                  | juni 2009       |
| 11  | Komt Son Goku op tijd?! Het gevecht gaat door binnen drie uur                    | juni 2009       |
| 12  | Piccolos tranen... Son Gokus razende tegenaanval!                                | juni 2009       |
| 13  | Dit is de Kaioken!! Een gevecht tot het einde: Goku tegen Vegeta                 | juni 2009       |
| 14  | De botsende Kame Hame Ha! Vegetas taaie transformatie                            | juli 2009       |
| 15  | Goku is in grote moeilijkheden! Steek alle vertrouwen in de Genki Dama           | juli 2009       |
| 16  | De onoverwinnelijk Vegeta is verslagen! Son Gohan zorgt voor een wonder          | juli 2009       |

## Namek-saga
| Nr. | Originele afleveringstitel (vertaling)                                              | Uitzenddatum JP |
| --- | ----------------------------------------------------------------------------------- | --------------- |
| 17  | Het dageraad van een heftige strijd... De planeet der hoop is Piccolos geboorteplek | augustus 2009   |
| 18  | Het ruimteschip dat in Yunzabit rust! Vertrekken naar de planeet Namek!             | augustus 2009   |
| 19  | Een vreselijke nieuwe vijand! Keizer van het universum, Freezer                     | augustus 2009   |
| 20  | Opstand tegen Freezer! Vegeta, brandend met ambitie                                 | augustus 2009   |
| 21  | Bescherm de Dragon Balls! De Nameks vallen aan                                      | augustus 2009   |
| 22  |                                                                                     | september 2009  |
| 23  |                                                                                     | september 2009  |
| 24  |                                                                                     | september 2009  |
| 25  |                                                                                     | september 2009  |
| 26  |                                                                                     | oktober 2009    |
| 27  |                                                                                     | oktober 2009    |
| 28  |                                                                                     | oktober 2009    |
| 29  |                                                                                     | oktober 2009    |
| 30  |                                                                                     | november 2009   |

## Freezer-saga
| Nr. | Originele afleveringstitel (vertaling) | Uitzenddatum JP |
| --- | -------------------------------------- | --------------- |
| 31  |                                        | november 2009   |
| 32  |                                        | november 2009   |
| 33  |                                        | november 2009   |
| 34  |                                        | november 2009   |
| 35  |                                        | december 2009   |
| 36  |                                        | december 2009   |
| 37  |                                        | december 2009   |
| 38  |                                        | december 2009   |
| 39  |                                        | januari 2010    |
| 40  |                                        | januari 2010    |
| 41  |                                        | januari 2010    |
| 42  |                                        | januari 2010    |
| 43  |                                        | 2010            |
| 44  |                                        | 2010            |
| 45  |                                        | 2010            |
| 46  |                                        | 2010            |
| 47  |                                        | 2010            |
| 48  |                                        | 2010            |
| 49  |                                        | 2010            |
| 50  |                                        | 2010            |
| 51  |                                        | 2010            |
| 52  |                                        | 2010            |
| 53  |                                        | 2010            |
| 54  |                                        | 2010            |

## Cyborg-saga
| Nr. | Originele afleveringstitel (vertaling)                                               | Uitzenddatum JP |
| --- | ------------------------------------------------------------------------------------ | --------------- |
| 55  | Dat is aarde, Papa... Freezer en zijn vader slaan terug                              | 2010            |
| 56  | Ik ga Freezer verslaan! Nog een Super Saiyan                                         | 2010            |
| 57  | Welkom terug, Son Goku! De bekentenissen van de mysterieuze jongen, Trunks           | 2010            |
| 58  | Gokus nieuwe techniek, de instantverplaatsing! De drie jaar lange training begint nu | 2010            |
| 59  | Het duo dat geen enkel spoor achterlaat! De cyborgs komen tevoorschijn               | 2010            |
| 60  | Aangevallen aan beide kanten door een interne vijand?! Son Goku tegen C-19           | 2010            |
| 61  |                                                                                      | 2010            |
| 62  |                                                                                      | 2010            |
| 63  |                                                                                      | 2010            |
| 64  |                                                                                      | 2010            |
| 65  |                                                                                      | 2010            |
| 66  |                                                                                      | 2010            |
| 67  |                                                                                      | 2010            |

## Cell-saga
| Nr. | Originele afleveringstitel (vertaling)                       | Uitzenddatum JP          |
| --- | ------------------------------------------------------------ | ------------------------ |
| 68  |                                                              | 2010                     |
| 69  |                                                              | 2010                     |
| 70  |                                                              | 2010                     |
| 71  |                                                              | 2010                     |
| 72  |                                                              | 2010                     |
| 73  |                                                              | 2010                     |
| 74  |                                                              | 2010                     |
| 75  |                                                              | 2010                     |
| 76  |                                                              | 2010                     |
| 77  |                                                              | 2010                     |
| 78  |                                                              | 2010                     |
| 79  |                                                              | 2010                     |
| 80  |                                                              | 2010                     |
| 81  |                                                              | 2010                     |
| 82  |                                                              | 2010                     |
| 83  |                                                              | 2010                     |
| 84  |                                                              | 2010                     |
| 85  |                                                              | 2010                     |
| 86  |                                                              | 2010                     |
| 87  |                                                              | 2010                     |
| 88  |                                                              | 2011                     |
| 89  |                                                              | 2011                     |
| 90  |                                                              | 2011                     |
| 91  |                                                              | 2011                     |
| 92  |                                                              | 2011                     |
| 93  |                                                              | 2011                     |
| 94  |                                                              | 2011                     |
| 95  | Dag, iedereen! Dit is de enige manier om de aarde te redden  | 2011                     |
| 96  | Combineer onze krachten! De sterkste en laatste Kame Hame Ha | 2011                     |
| 97  | Afscheid met een glimlach! Op weg naar nieuwe dagen...       | 2011                     |
| 98  | Breng vrede naar de toekomst! Gokus geest is eeuwig          | Alleen op dvd en blu-ray |